# Page web dynamique
 (avril 2014).
Si vous disposez d'ouvrages ou d'articles de référence ou si vous connaissez des sites web de qualité traitant du thème abordé ici, merci de compléter l'article en donnant les références utiles à sa vérifiabilité et en les liant à la section « Notes et références ».

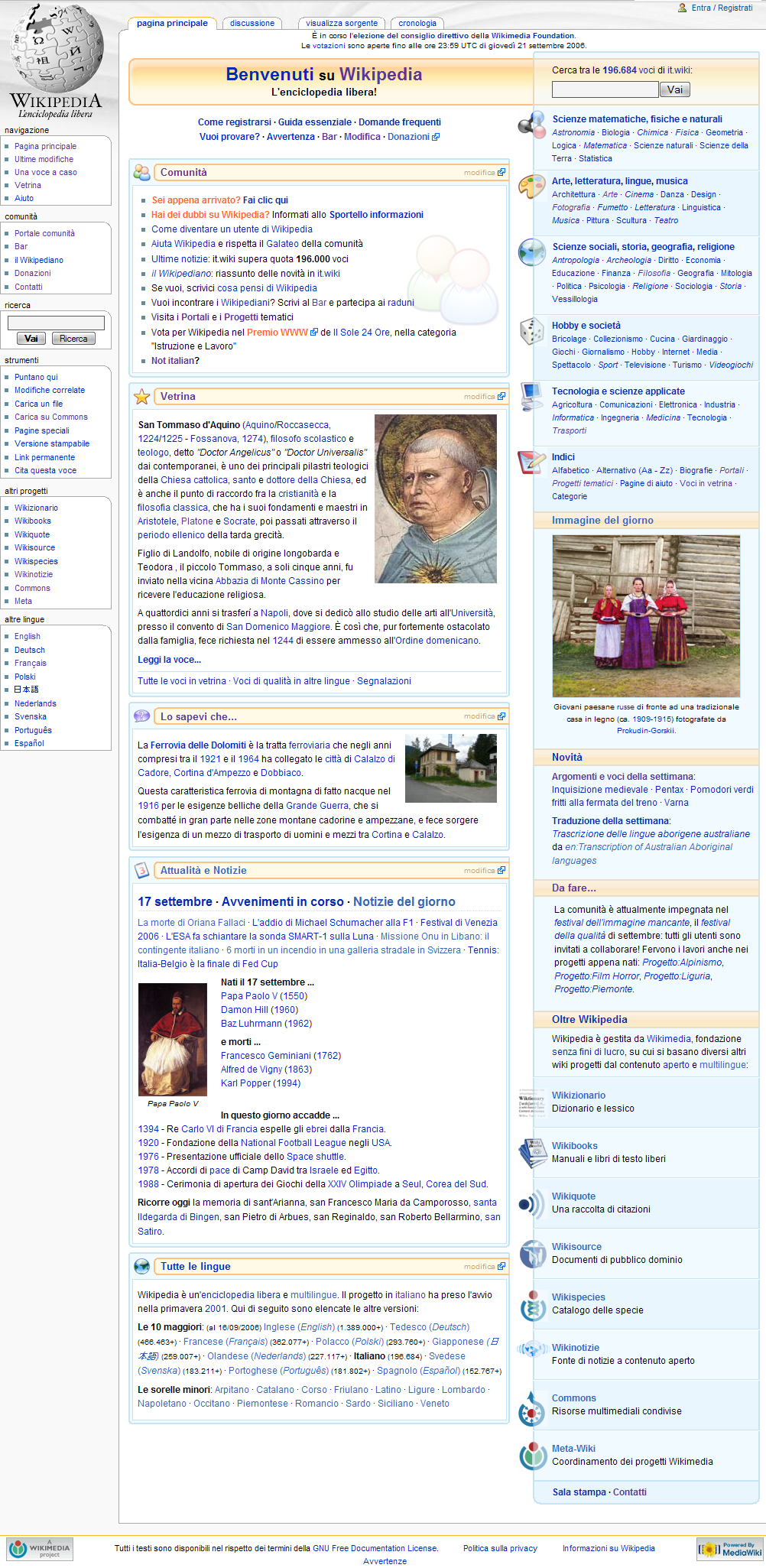
La page d'accueil de Wikipédia ; elle varie chaque jour.

Une page web dynamique est une page web générée à la demande, par opposition à une page web statique. Le contenu d'une page web dynamique peut donc varier en fonction d'informations (heure, nom de l'utilisateur, formulaire rempli par l'utilisateur, etc.) qui ne sont connues qu'au moment de sa consultation. À l'inverse, le contenu d'une page web statique est a priori identique à chaque consultation.

## Génération
Lors de la consultation d'une page web statique, un serveur HTTP renvoie le contenu du fichier où la page est enregistrée.
Lors de la consultation d'une page web dynamique, un serveur HTTP transmet la requête au logiciel correspondant à la requête, et le logiciel se charge de générer et envoyer le contenu de la page. La programmation web est le domaine de l'ingénierie informatique consacré au développement de tels logiciels. Les logiciels générant des pages web dynamiques sont fréquemment écrits avec les langages PHP, Jakarta Server Pages (JSP) ou Active Server Pages (ASP).
Un site web dynamique peut ainsi fournir des informations aux utilisateurs en fonction de leur navigation sur celui-ci. Deux utilisateurs peuvent accéder simultanément à la même page web sans pour autant avoir le même contenu affiché à l'écran.
Avec un site web dynamique, des modifications effectuées, par exemple via un système de soumission de commentaire ou bien une interface privée de gestion du site, pourront être directement visibles sur le site.

## Applications
Un site web dynamique peut permettre la mise en œuvre de différentes fonctionnalités, par exemple :
- un système de gestion des accès, granulaire ou non, à certaines parties d'un site (administration du site, comptes utilisateurs, etc),
- un système de soumission de commentaires publics.